# André Gueye
André Gueye (ur. 6 stycznia 1967 w Pallo-Youga) – senegalski duchowny katolicki, biskup Thiès w latach 2013–2025, arcybiskup Dakaru od 2025.

## Życiorys

### Prezbiterat
Święcenia kapłańskie otrzymał 27 czerwca 1992 i został inkardynowany do diecezji Thiès. Pracował głównie jako duszpasterz parafialny w Thiès i w Bambey. W latach 2006–2012 wykładał filozofię w seminarium w Brin.

### Episkopat
18 stycznia 2013 papież Benedykt XVI mianował go biskupem ordynariuszem diecezji Thiès. Sakry udzielił mu 25 maja 2013 arcybiskup metropolita Dakaru - kardynał Théodore-Adrien Sarr. W latach 2017-2024 pełnił funkcję sekretarza generalnego Konferencji Biskupów Senegalu, Mauretanii, Zielonego Przylądka i Gwinei Bissau. W listopadzie 2024 został wybrany pierwszym wiceprzewodniczącym tego gremium.
22 lutego 2025 papież Franciszek mianował go arcybiskupem metropolitą dakarskim. Ingres odbył 3 maja 2025. Paliusz otrzymał z rąk papieża Leona XIV w dniu 29 czerwca 2025.